# Банкивска кокошка
Банкивската кокошка (Gallus gallus) е вид птица от семейство Фазанови (Phasianidae). Видът е незастрашен от изчезване. Най-вероятно прародител на домашната кокошка.

## Разпространение
Разпространен е в Бангладеш, Бутан, Камбоджа, Китай, Индия, Индонезия, Лаос, Малайзия, Мианмар, Непал, Пакистан, Филипини, Сингапур, Тайланд, Източен Тимор и Виетнам.